# Wilhelm Böttner
Wilhelm Böttner (ur. 24 lutego 1752 w Ziegenhain, zm. 24 listopada 1805 w Kassel) – niemiecki malarz, uczeń Johanna Heinricha Tischbeina. Przebywał w Paryżu i Rzymie, gdzie kopiował dzieła Rafaela. Po powrocie do kraju był nadwornym malarzem landgrafa heskiego oraz profesorem i dyrektorem akademii w Kassel. Uprawiał malarstwo portretowe i mitologiczne.